# Fufluns
Fufluns o Pupluns (en etrusc 𐌐𐌖𐌘𐌋𐌖𐌍𐌔) va ser, a la mitologia etrusca, el déu de les plantes, de la felicitat, de la salut i del creixement en totes i de totes les coses. Era fill de Semia, deessa de la terra i de Tínia, el déu del cel. Se l'adorava especialment a Populònia, ja que el nom de la ciutat derivava d'aquesta divinitat (Fuflun o Puplun).
A Roma també se'l va adorar, però aviat va ser substituït per altres déus itàlics de la fertilitat. Se'l representava normalment com un jove sense barba, i excepcionalment com un home madur i barbut. Portava a la mà un tirs, i l'acompanyaven sàtirs, mènades i altres personatges apotropaics.